# Alex Czerniatynski
Alexandre "Alex" Czerniatynski (ur. 28 lipca 1960 w Charleroi) – piłkarz belgijski polskiego pochodzenia, napastnik reprezentacji Belgii.

## Kariera
Grał w wielu drużynach belgijskich takich jak Royal Charleroi, Royal Antwerp FC, RSC Anderlecht, Standard Liège, KV Mechelen, Germinal Ekeren i R. Tilleur F.C. de Liège. Wraz z Antwerpią i Anderlechtem grał w Pucharze UEFA. Barwy belgijskie reprezentował 31 razy. Razem z drużyną narodową był na Mistrzostwach Świata w 1982 (5 meczów – 1 gol) i 1994 (1 występ bez gola) oraz na Mistrzostwach Europy w 1984 (nie zagrał w żadnym spotkaniu).